# Francesc Orella
Francesc Orella Pinell, född 11 juni 1957 i Barcelona, Katalonien, är en spansk skådespelare.

## Roller i urval
- 1995 – Land och frihet
- 2006 – Captain Alatriste
- 2010 – Julias ögon
- 2014 – Lasa eta Zabala
- 2015 – Vänner för livet
- 2017 – Den osynlige gästen
- 2021 – Världens bästa chef
- 2024 – Fallet Asunta (TV-serie) (4 avsnitt)